# Maria Clementina da Áustria
Maria Clementina Josefa Joana Fedele da Áustria (em italiano: Maria Clementina Giuseppa Giovanna Fedele d'Asburgo-Lorena; 24 de abril de 1777 - 15 de novembro de 1801) foi uma arquiduquesa austríaca e duquesa da Calábria através do seu casamento com o futuro rei Francisco I das Duas Sicílias. 
Era modesta, bem-educada e gentil, sendo muito adorada no seu país adoptivo. Sofreu desde cedo de má saúde, tendo vindo a morrer de tuberculose aos vinte e quatro anos de idade. A sua única filha era Maria Carolina, a famosa duquesa de Berry.

## Primeiros anos
A arquiduquesa Maria Clementina nasceu na Villa di Poggio Imperiale, na altura localizada no Grão-Ducado da Toscana que era governado pelo seu pai, o grão-duque Leopoldo I (que depois se tornaria Imperador Romano-Germânico), desde 1765. Recebeu o nome em honra do príncipe Clemente Venceslau da Saxónia, tio da sua mãe e irmão da princesa Maria Amália da Saxónia, a sua avó materna.
O seu pai era filho da imperatriz Maria Teresa e a sua mãe era filha do rei Carlos III de Espanha e da princesa Maria Amália da Saxónia. Maria Clementina era a décima dos seus dezasseis filhos. Foi criada no Grão-Ducado da Toscana que o seu pai governava e onde a sua família viveu até 1790 quando, após a morte do seu tio paterno, o imperador José II, o seu pai se tornou imperador do Sacro Império e a família teve de se mudar para a corte de Viena.
No mesmo ano, 1790, Maria ficou noiva do príncipe de Nápoles, Francisco, Duque da Calábria, filho mais velho do rei Fernando I das Duas Sicílias e da sua consorte, a arquiduquesa Maria Carolina da Áustria. O príncipe Francisco era herdeiro aparente dos tronos de Nápoles e da Reino da Sicília. Os dois eram primos em primeiro grau por ambos os lados, visto que tinham os mesmos avós. A sua união foi a última a ser celebrada entre as famílias reais de Nápoles e da Áustria, sendo que antes deles se tinham casado o arquiduque Francisco com a princesa Maria Teresa de Nápoles e Sicília e o arquiduque Fernando com a princesa Luísa de Nápoles e da Sicília.
O casamento por procuração celebrou-se a 19 de setembro de 1790, durante um período turbulento causado pelas Guerras Napoleónicas na península Itálica e o casamento em pessoa acabaria por não acontecer durante muitos anos. Entretanto, os pais de Maria Clementina morreram em 1792 num curto espaço de tempo e o seu irmão Francisco tornou-se o novo imperador. Quando houve uma trégua com a França, Maria viajou finalmente para Nápoles em 1797. Uma fragata recebeu-a em Trieste e a sua nova família esperava por ela em Foggia onde se celebrou o casamento a 26 de junho de 1797. Foi uma cerimónia simples, visto que ainda se tratava uma guerra.

## Duquesa da Calábria

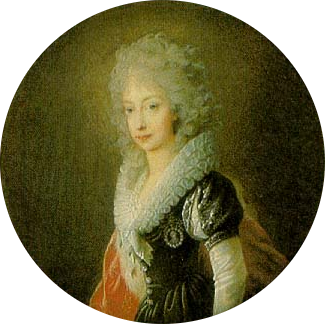
Maria Clementina

A varíola tinha deixado as suas marcas em Maria, mas a duquesa tinha um porte real. O meu filho ama-a apaixonadamente e ela retribui o sentimento, escreveu a rainha de Nápoles, sua sogra, acrescentando que é um prazer ver como se dão bem (...) estou encantada com a princesa, é gentil, jovem, sensível e adapta-se bem. Contudo, Maria Clementina tinha saudades de casa e possuía um carácter insociável e reservado. Algumas semanas depois, a rainha Maria Carolina disse sobre o casal: O marido está com ela duas ou três vezes por dia, algo de que gosta. Apesar disso, há tristeza, um certo aborrecimento, uma aversão que não se consegue combater. Penso que seja devido à sua saúde ou então é algo que não é natural, ela não tem gosto por nada. Não é por sentir falta da sua vida em Viena (...) farei tudo o que poder para que ela seja feliz, apesar de não ser tarefa fácil, mas não deixa de ser a esposa do meu filho. Graças à minha educação, ele está muito apaixonado por ela (...), mas tal pode não durar muito por causa da aversão, do aborrecimento e do facto de ela não ter qualquer charme, algo que ele, felizmente, por ser tão bondoso, não repara. Vou tentar ganhar a sua confiança, mas não tenho a certeza se terei sucesso. Tudo o que possa querer tem, não lhe falta nada; não está contente e toda a gente repara nisso.

Maria Clementina era circunspecta e gentil. Por ser melhor educada e mais inteligente do que o seu plácido marido, acabou por dominá-lo, mas o casal entendia-se bem. O marido adora-a em todos os sentidos. Diz que ela o ama e certamente mostra e pede muitas demonstrações de amor, escreveu a rainha de Nápoles. A paixão matrimonial do casal espantou a rainha que pediu ao céu para que acalme os seus sentidos excitados enviando-lhes filhos. Tal como o marido, Maria Clementina tinha pouco interesse pela vida da corte, preferindo jogos em família, passeios à luz da lua no terraço e conversas fúteis.
O casal teve dois filhos. Maria Clementina morreu em Nápoles depois de o parto do ano anterior ter sido fatal para a sua saúde. Pensasse que tenha morrido de tuberculose ou de outra doença nos pulmões. Foi enterrada na Basílica de Santa Clara em Nápoles juntamente com o seu filho.
Depois da sua morte, o seu marido voltou a casar-se, desta vez com a infanta Maria Isabel de Espanha que também era sua prima e filha mais nova do rei Carlos IV de Espanha, irmão da mãe de Clementina, e da princesa Maria Luísa de Parma.
A sua única filha sobrevivente, Carolina, casou-se com Carlos Fernando, Duque de Berry em abril de 1816. Carlos era filho do rei Carlos X de França e da princesa Maria Teresa de Saboia. Entre os filhos do casal encontravam-se Henrique, Conde de Chambord, um dos pretendentes ao trono francês, e Luísa Maria Teresa de Artois, o que faz de Maria Clementina uma antepassada de Carlos, Duque de Calábria e do seu rival, Carlos de Bourbon-Duas Sicílias, Duque de Castro.

## Descendência
- Carolina (5 de novembro de 1798 – 17 de abril de 1870); casada com Carlos Fernando, Duque de Berry; com descendência.
- Fernando Francisco de Nápoles e da Sicília (27 de agosto de 1800 – 1 de julho de 1801), morreu com quase um ano de idade.